# Говорящие животные

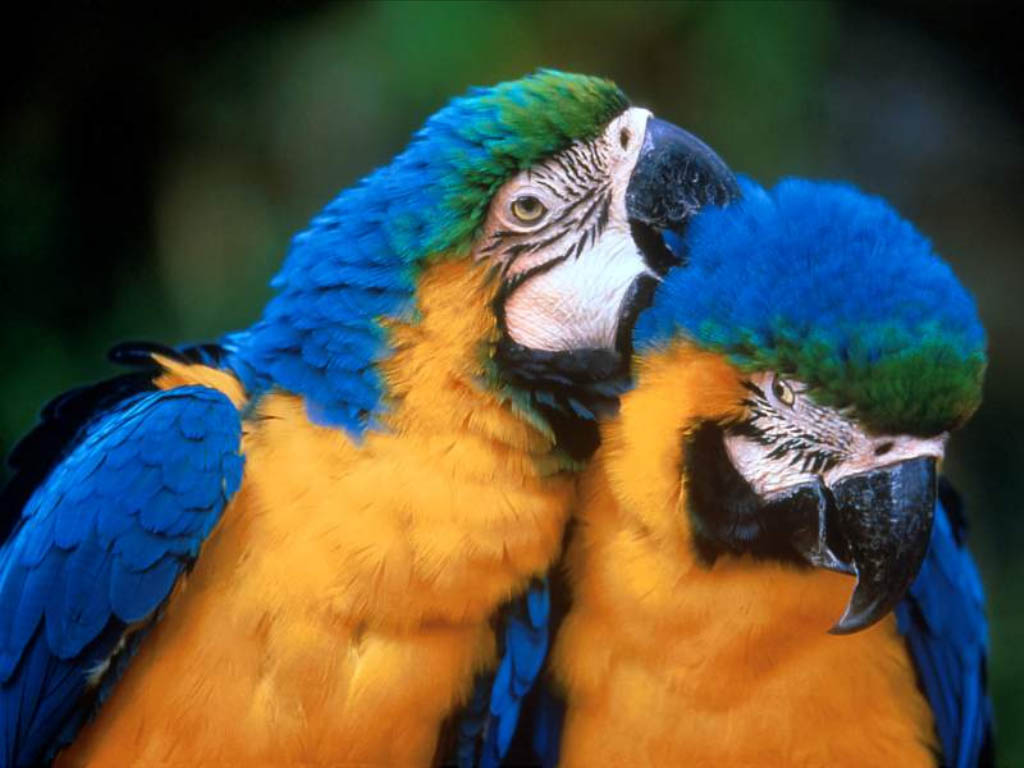
Сине-жёлтый ара

«Говорящие» животные — птицы и звери, способные подражать звукам человеческой речи, а, возможно, — и способные к осознанному общению с человеком (однако в подобных случаях часто нельзя исключать мистификации).
В широком смысле — животные, способные к общению различными знаками.

## Перечень говорящих животных
К таким животным относятся:
- попугаеобразные: жако (попугай Алекс), ары, амазоны, какаду, лори, волнистый попугай (средние и мелкие попугаи обучаются хуже);
- врановые: ворон, ворона, сорока (Клара, в Карагандинском зоопарке), грач, галка;
- воробьиные: лирохвост;
- скворцовые: скворец обыкновенный, майна, черношейный скворец;
- певчие птицы: соловей, канарейка, сойка;[2]
- человекообразные обезьяны (общающиеся жестами): шимпанзе (обыкновенный шимпанзе  Уошо и бонобо Канзи) и гориллы (знаменитая на весь мир горилла по кличке Коко); орангутаны;
- домашние и сельскохозяйственные животные: собака (боксёры, бульдоги имитируют отдельные слова — «мама», к примеру), кошка (имитацией звуков человеческой речи), свинья (имитацией звуков); лошадь (отбивая копытом — Умный Ганс);[3]
- водные млекопитающие: дельфин (язык дельфинов), тюлени (тюлень Гувер);
- хоботные: слоны Батыр и Косик[4].